# Niimura Akari
Niimura Akari (新村 あかり (Tân-Thôn Châu-Lý) 7 tháng 7 năm 1994  –) là một nữ diễn viên khiêu dâm người Nhật Bản. Cô thuộc về công ti Body Corporation. Cô có nhóm máu B.

## Sự nghiệp
Cô sinh ra tại Kyōto. Ngày sinh: 7 tháng 7 năm 1994.
Tháng 9/2016 cô ra mắt ngành phim khiêu dâm.
Tháng 3/2019, cô cùng Aihara Reno, Mizuki Sana, Tamaki Kurumi và Ishigaki Tomotaka thành lập ban nhạc punk "Tachimachi" (たちまち。). Cô là người chơi bass trong nhóm.
Tháng 5/2022, cô xếp thứ 17 trong bảng "bầu cử nữ diễn viên phim khiêu dâm SEXY đang hoạt động 2022" của Asahi Geino.

## Đời tư
- Sở thích của cô là xem phim khiêu dâm, tham gia các sự kiện phim khiêu dâm và nấu ăn ngoài trời.[10] Kĩ năng đặc biệt của cô là viết thư pháp và chạy marathon.[1] Cô đã học võ judo khi học tiểu học và trung học cơ sở, và đã theo đuổi bóng rổ vào khi học trung học.[11]
- Trong môn bóng chày, cô không phải là người sẽ đạt home run liên tiếp. Tuy nhiên cô vẫn muốn cầm gậy đánh bóng khi chơi. Cô ví bản thân như một cầu thủ cố đeo bám một cách tuyệt vọng luôn cố gắng thay đổi, kể cả vị trí mình đã chơi trong 6－7 năm liền.[11]
- Biệt danh của cô là "Niimura-sensei".[7]
- Lần đầu cô quan hệ tình dục là vào năm đầu trung học cơ sở.[11]